# Guillena
Guillena er en by og kommune i det sydlige Spanien i provinsen Sevilla. Den har et indbyggertal på 14.064 (2024) indbyggere.